# 鉄道安全装置法
鉄道安全装置法（てつどうあんぜんそうちほう、英語: Railroad Safety Appliance Act）は、アメリカ合衆国で運行されるすべての列車に自動連結器と自動空気ブレーキの装備を義務付けたアメリカ合衆国の連邦法である。1893年3月2日に成立し、7年間の猶予期間を置いて1900年から施行された。20世紀初頭のアメリカ合衆国の鉄道における事故の減少に大きな効果があったとされている。
当初のこの法律の名前は、「州際通商にかかわる鉄道事業者の車両に自動連結器と貫通ブレーキと機関車の動輪ブレーキを装備させることで、鉄道業界の労働者と乗客の安全を促進し、またその他の目的の法律」An Act to Promote the Safety of Employees and Travelers upon Railroads by Compelling Common Carriers Engaged in Interstate Commerce to Equip Their Cars with Automatic Couplers and Continuous Brakes and Their Locomotives with Driving-wheel Brakes, and for Other Purposes. であった。その最初の節では、州際通商にかかわる鉄道会社が、機関車に乗っている機関士が制動手の手ブレーキ扱いに頼らずに列車の速度を制御できるようなブレーキ（空気ブレーキなど）を備えた車両を十分な両数連結せずに列車を走らせることを違法なものと定めている。
2番目の節では、そうした鉄道事業者が「車両間に人が立ち入る必要なく」自動的に連結・解放できる連結器を備えていない車両を州間交通に用いられる路線で運行することを禁じている。そして4番目の節では「連結・解放作業をする人の安全を向上するために」車両の側面・端面に握り棒を備えていない車両を州際通商に用いることを禁じている。6番目の節では、この法律に反する行為に100ドルの罰金を科している。
この法律は1903年の法律で改正され、その最初の節ではブレーキ・連結器・捕まり棒に関する元の法律の要求事項を、いくつかの例外事項を満たさない限り、州際通商にかかわるすべての鉄道会社のすべての列車と車両に適用している。2番目の節では、機関士が操作することのできるブレーキを装備している車両の列車中での割合が50%を下回ってはならないことを定め、また法律が意図する目的をよりよく達成できるならば、この最低割合の数値を上げる権限を州際通商委員会に与えていた。1910年6月6日に公布された命令により、州際通商委員会は機関士がブレーキを操作できる車両の割合を85%に増加させた。

## 各節の内容

### 第1節
機関車と十分な数の車両に対する安全点検の必要性
1898年1月1日より、州際通商に用いられる鉄道事業者が、動輪に作用する動力ブレーキと、列車の貫通ブレーキを操作する装置を備えていない機関車を使用することは違法である。また、制動手が手ブレーキを扱う必要なしに機関士が列車の速度を制御できるようなブレーキを十分な数の車両に備えている必要がある。

### 第2節
人手を要さずに解放できる自動連結器の必要性
1898年1月1日より、州際通商に用いられる鉄道事業者が、当てるだけで自動的に連結し、車両の間に人が入らずに解放することのできる連結器（自動連結器）を備えていない車両を使用することは違法である。

### 第3節
装備していない車両の受け取り拒否
鉄道による州際通商にかかわるいかなる人物・企業・団体でも、第1節の規定を満たす十分な数の車両を所有している場合は、接続している他路線や荷主から第1節の規定を満たさない車両を受け入れることを拒否してもよい。

### 第4節
安全な握り棒
1895年7月1日以降、州際通商委員会が例外を定めない限り、鉄道会社が各車両の側面と端面に握り棒を備えていない車両を州際通商に用いることは違法である。

### 第5節
標準の制定
アメリカ鉄道協会に対して、貨車の握り棒の標準の高さと、積車および空車での握り棒の高さが標準から最大でどの程度差があってよいかをこの法案の成立後90日以内に定める権限を与える。こうした標準は州際通商委員会に報告され、これは各鉄道事業者に通知される。アメリカ鉄道協会が標準を定めなかったときは、州際通商委員会は1894年7月1日までに標準を定める。1895年7月1日以降、この規定を満たさない車両を使うことはできない。

### 第6節
法令違反の場合
この法律の条項に違反した鉄道事業者は、違反ごとに100ドルの罰金を払う義務があり、これは連邦裁判所によって回収される。

### 第7節
規定を満たすために必要な期間の延長
州際通商委員会はよく審理し妥当な理由があれば、規定を満たすまでの期間を延長することができる。

### 第8節
規定を満たさない列車で働く労働者が負傷した場合の措置
この法の規定を満たさない列車で負傷した労働者は、そうした規定を満たさない列車が違法であることを知りながらも雇用主のために働き続けていた場合であっても、そのリスクを負う必要はない。